# Historia Królestwa Słowian czyli Latopis Popa Duklanina
Historia Królestwa Słowian czyli Latopis popa Duklanina (serb.-chorw. Ljetopis popa Dukljanina / Летопис попа Дукљанина), znany również jako Królestwo Słowian, Genealogia Barska, Barski Rodosłów, Regnum Sclavorum, Gesta Regum Sclavorum – średniowieczne historyczne źródło narracyjne, zróżnicowane pod kątem rzetelności, traktujące m.in. o historii Słowian południowych od V do XII w. Określenie dzieła mianem latopisu, choć zwyczajowo akceptowane, faktycznie jest błędne, gdyż w tekście nie zapisano żadnej konkretnej daty.

## Powstanie
Wciąż nie zostało ostatecznie potwierdzone kto jest autorem dzieła. Przyjmuje się, że być może stworzył je bliżej nieznany duchowny z Baru, nazywany zwyczajowo popem Duklaninem, w celu obrony praw metropolitalnych archidiecezji duklańsko-barskiej w sporze z biskupami archidiecezji dubrownickiej. Autor utworu już w szesnastowiecznej historiografii określany był mianem Docleaty, czyli Duklanina. We wczesnych analizach przeważała hipoteza o dwóch lub trzech autorach, jednakże obecnie większość historyków zgadza się, iż jest to dzieło jednego pisarza. Istnieją również hipotezy na temat autorstwa, wskazujące na konkretne postacie historyczne. Chorwacki historyk Kościoła, Eduard Peričić, jak i wielu innych badaczy, przypisuje autorstwo barskiemu arcybiskupowi Grzegorzowi (chorw. Grgur Barski), pochodzącemu z Zadaru. Chorwacki historyk, Tibor Živković, w swojej monografii Gesta regum Sclavorum (2009), wysuwa tezę, iż autorem jest czeski cysters – Rudger.
Data powstania, podobnie jak autorstwo, wciąż pozostaje przedmiotem sporów historyków. Większość badaczy, na podstawie analizy treści, zgadza się, iż dzieło najprawdopodobniej powstało w drugiej połowie XII lub w XIII w.
Anonimowy autor twierdzi, iż spisał to co słyszał od starszych. Dzieło, to w rzeczywistości kompilacja wielu źródeł. Pop Duklanin podczas pisania wspierał się starszymi zabytkami piśmiennictwa miejscowego, m.in. żywotami świętych (św. Benedykta, św.św. Cyryla i Metodego, św. Jana Włodzimierza), legendą o założeniu Dubrownika, archiwami Kościoła w Barze oraz zrekonstruowaną tzw. genealogię książąt trebińskich z X w. Niektóre ze źródeł interpretował i dopasowywał do swojej historii o wyimaginowanym królestwie Słowian.

## Publikacja dzieła i zachowane rękopisy
Anonimowy autor twierdzi, iż początkowo tekst Latopisu powstał w języku słowiańskim, a następnie został przetłumaczony na łacinę. Najstarszą znaną wersją Latopisu jest jego przekład na język włoski, który ukazał się w dziele Il regno degli Slavi (Królestwo Słowian), opublikowanym w 1601 r. w miejscowości Pesaro, autorstwa benedyktyna z wyspy Mljet – Mauro Orbiniego. We włoskim przekładzie tekst ukazał się z dodatkami, których nie ma w wersji łacińskiej. Przekład opierał się na niezachowanym dziś rękopisie lub rękopisach. W dyskursie na temat autorstwa Latopisu pojawiała się hipoteza, iż to Mauro Orbini mógł stworzyć historię wyimaginowanego królestwa słowiańskiego, aby w ten sposób przyczynić się do utworzenia nowego, współczesnego mu państwa Słowian, zdolnego stawić opór najazdom Osmanów.
Do współczesności zachowały się dwa rękopisy Latopisu w języku łacińskim. Jeden z nich przechowywany jest w Bibliotece Watykańskiej, a drugi – w Bibliotece Narodowej w Belgradzie. Według analizy papieru, oba rękopisy datowane są na połowę XVII w. Dzieło nie zachowało się w swojej najwcześniejszej, słowiańskiej postaci, jeśli takowa w ogóle kiedykolwiek istniała.
Oprócz tego Latopis wydał również siedemnastowieczny, dalmatyński historyk, Ivan Lučić, pod tytułem Presbyteri Diocleatis Regnum Sclavorum jako dodatek do swojego dzieła De regno Dalmatiae et Croatiae libri sex (O królestwie Dalmacji i Chorwacji w księgach sześciu), które ukazało się w roku 1666 w Amsterdamie. Najprawdopodobniej był to łaciński odpis z ok. 1650 r., który franciszkanin, Rafael Levaković, zaczerpnął ze starszego wzorca z Kotoru, a opublikował go Ivan Lučić. Włoski przekład, który posiada pewne dodatki względem wersji łacińskiej, prawdopodobnie powstał na podstawie starszego tekstu źródłowego, niż wersja opublikowana przez Lučicia.

## Treść

### Budowa
Latopis nie jest homogeniczną kroniką, lecz składa się z wielu różnych fragmentów niepowiązanych ze sobą treścią. Dzieło Duklanina można podzielić na kilka następujących części:
1. Wprowadzenie (Auctor ad lectorem)
2. Krótka rozprawa na temat Gotów (Libellus Gothorum) – rozdziały I–VII
3. Żywot św. Cyryla (Legenda Panońska) – rozdział VIII i początek rozdziału IX
4. Słowiańska księga zwana Methodius (Liber sclavorum qui dicitur Methodius), mówi o organizacji administracyjnej Dukli i tamtejszego Kościoła – reszta rozdziału IX
5. Początek tzw. genealogii książąt trebińskich – rozdziały X–XXI
6. Kontynuacja genealogii książąt trebińskich – rozdziały XXII–XXXV
7. Żywot św. Jana Włodzimierza – rozdziały XXII–XXXV
8. Historia Dukli – rozdziały XXXVII–LXVII

### Opowieść
Pierwsza część dzieła nie ma niemalże żadnego związku z wydarzeniami historycznymi. Początkowo tekst opisuje zajmowanie Dalmacji przez Gotów (podpierając się nieznanymi źródłami o gockiej historii, które w większości przekazują nierzetelne informacje, lecz wspominają również faktycznego gockiego króla – Totilę). W pewnym momencie Latopis bez wyjaśnienia w miejsce Gotów wstawia Słowian i przedstawia informacje o władcach, którzy przez historyków uważani są za wymyślonych. Główną osią, wokół której zbudowano Latopis, jest historia rzekomej dynastii gocko-słowiańskich władców trwającej nieprzerwanie od V do XII w. w ramach zmyślonego Królestwa Słowian, obejmującego Chorwację kontynentalną, Dalmację, Bośnię, Duklię i Serbię. Z tego też powodu Latopis bywa nazywany Genealogią Barską (chorw. Barski rodoslov). Według opowieści, po szeregu pogańskich i gockich władców, królestwem zawładnęli władcy dobrzy i chrześcijańscy. Centralne miejsce opowieści poświęcone jest królowi Świętopełkowi, którego ochrzcić miał św. Cyryl. Władca miał zwołać sejm na polju Dalmi (łac. planities Dalmae), na którym potwierdził powstanie nowego królestwa i został koronowany przez wysłannika bizantyńskiego cesarza. Kolejne opisy następców Świętopełka pozostają bez jakiegokolwiek związku z wydarzeniami historycznymi.
Latopis porusza wiele różnych wątków. Mówi m.in. o Białej i Czerwonej Chorwacji (w tym przypadku rozumianych jako północna i południowa Dalmacja), chorwackim królu Tomislavie, który prowadził zwycięską wojnę z „węgierskim królem Attylą” (w rzeczywistości Attyla był władcą Hunów z poł. V w.), królu Krzesimirze, który opanował „całą Bośnię”, legendzie o założeniu Dubrownika i historii Dukli. Tekst wspomina o wielu władcach, których istnienie, jak i przedstawiona genealogia, nie znajdują potwierdzenia w innych źródłach. Dopiero ok. roku 1000 informacje zaczynają pokrywać się z wydarzeniami historycznymi, lecz wtedy dzieło staje się stricte historią dynastii duklańskiej.

## Wiarygodność i badania
Na temat Latopisu powstała bogata literatura szukająca odpowiedzi na pytania o autorstwo, czas powstania, strukturę, cel i wiarygodność pojedynczych informacji zawartych w dziele. Mimo iż wiele fragmentów uważanych jest za niewiarygodne, krytyczna analiza pojedynczych przypadków oraz analiza porównawcza z innymi źródłami wykazała, iż niektóre informacje w istocie są wiarygodne i nadają się do interpretacji historiograficznej. Przykładowo informacje geograficzne pochodzące z Latopisu, w zestawieniu z innymi tekstami narracyjnymi (np. dziełami Konstantyna Porfirogenety) oraz dokumentami dyplomatycznymi, okazały się wiarygodne. Jako źródło historyczne Latopis może służyć dopiero od fragmentu, w którym rozpoczyna się historia dynastii duklańskiej do połowy XII w. W tymże fragmencie mowa jest o historii władców Dukli – od legendarnych początków dynastii do buntu przeciwko królowi Radoslavowi w 1148/1149 r. Dzieło istotne jest również w kontekście historii Kościoła. Latopis bada się nie tylko jako źródło historyczne, ale również jako przykład wczesnej literatury południowosłowiańskiej.

### Chorwacka historiografia
Mimo że w tekście pojawia się tylko ogólna nazwa Słowianie, bez etnonimu Chorwaci, niektóre informacje zawarte w dziele popa Duklanina wywołały wzmożone dyskusje wśród chorwackich historyków. Utożsamianie Gotów i Słowian stało się przyczynkiem do tzw. gockiej teorii o pochodzeniu Chorwatów. Dużą uwagę historyków przykuło również podanie o zwołaniu sejmu na polju Dalmi, który starsza historiografia starała się umiejscowić w rejonie Duvanjsko polje w Bośni (obecnie Tomislavgrad), a nowsza – niedaleko czarnogórskiej Podgoricy lub w ogóle unikała jakiegokolwiek umiejscawiania tegoż wydarzenia. Dawniej, zwłaszcza dziewiętnastowieczna romantyczna historiografia, utożsamiała Świętopełka z chorwackim królem Tomislavem lub innymi chorwacki władcami (Branimirem, Piotrem Krzesimirem IV), jednak obecnie większość historyków zgadza się co do legendarnego charakteru tejże opowieści. Wspomniana w dziele Czerwona Chorwacja, mająca obejmować terytorium od centrum królestwa Świętopełka do Durrës, również na przestrzeni lat owocowała różnymi interpretacjami historyków, jednakże obecnie uważa się, iż w dziele mowa jest o terytorium Dukli, które zostało zasiedlone przez jedną ze wspólnot Chorwatów, całkowicie zasymilowaną w wiekach późniejszych. Pojęcie Czerwonej Chorwacji nie występuje w żadnych innych źródłach oprócz dzieła Duklanina. Również pojęcie Białej Chorwacji, w rozumieniu ziem na zachód od Cetynii, specyficzne jest tylko dla Latopisu. Latopis dla chorwackiego średniowiecza nie ma niemalże żadnej wartości historycznej, mimo iż wielu historyków na jego podstawie budowało swoje tezy o rzekomej koronacji Tomislava i istnieniu Czerwonej Chorwacji.